# ویم د فوخت
ویم د فوخت (انگلیسی: Wim De Vocht؛ زادهٔ ۲۹ آوریل ۱۹۸۲) دوچرخه‌سوار اهل بلژیک است.